# Temazcal

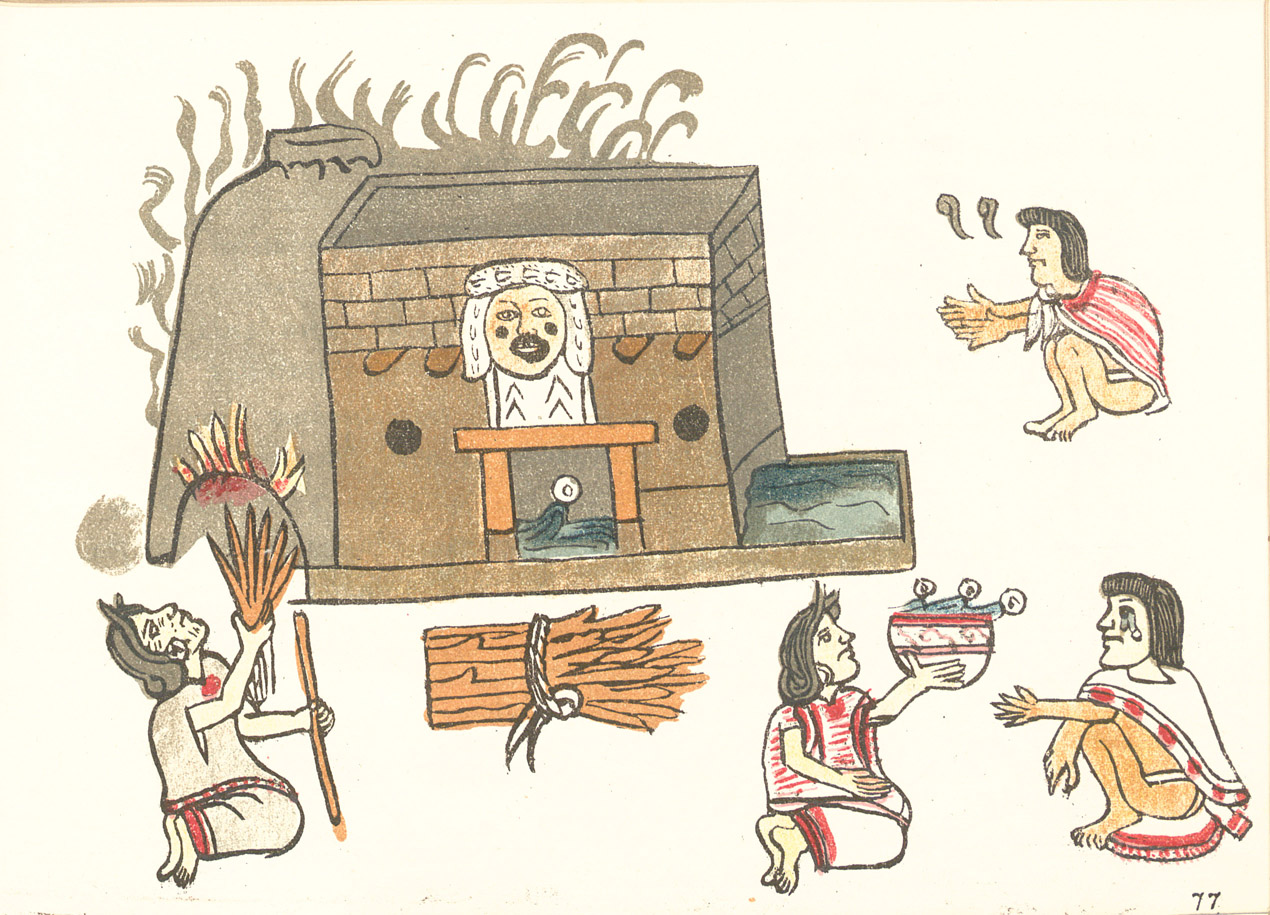
Pictografía d'un temazcal asteca en el Còdex Magliabechiano,.

Un temazcal (de l'náhuatl temazcalli, 'casa on se sua', de temaz, 'suor', i calli, 'casa') fa referència a un ritual ancestral ia un bany de vapor emprat en la medicina tradicional i la quotidianitat dels pobles de centre de Mèxic.
Aquests banys, han estat usats per diverses cultures indígenes de Mesoamèrica i Amèrica del Nord amb propòsits medicinals de desintoxicació per sudoració per les infusions d'herbes. en maia és zumpul-xe i en mixteco, ñihi.
Al segle xvi, Alonso de Molina ho definia, en el seu Vocabulari en llengua castellana i mexicana, com a «caseta com a estufa, on es banyen i suen».

## Rituals contemporanis de temazcal
En l'actualitat abans de ser construït s'ha de considerar la ubicació del bany i el lloc de la casa on es construirà. Es nomenaran padrins, que procuraran els coets i la ofrena el dia en què s'acabi la construcció.
Quan el bany està ja acabat, es procedeix a batejar-ho amb pulque i se li posa un nom. S'acostuma a tirar coets i oferir un convit. Antigament, era comú que es realitzés una festa en honor de Toci, la senyora dels temazcales, i es posava la seva figura en l'entrada de la cambra de bany, per fora, i era ofrenada amb corones de flors.

## Parts del bany de temazcal
- La cambra de bany, que en el general no ha de sobrepassar un metre i mitjà d'alt i en mitjana dos metres de llarg. Poden ser quadrats o rodons.
- El tlexictli o hornilla, que és on es col·loca la llenya que escalfarà el temazcal a través d'una paret feta de pedres i que, al mateix temps, impedeix el pas del fum a la cambra de bany.
- L'entrada a la cambra de bany.
- Finalment, una tlachinolli o foguera on s'escalfarà aigua, que pot o no contenir infusions medicinals.

Es procura tenir un manojo de branques d'un arbre que no sigui considerat "calent", preferentment les fulles de l'arbre del capulín (Prunus virginiana) per fer tlaxihuiz o "baixat del vapor"; una pedra llisa de riu, per llevar la pell morta, sabó i zacate o fregall. També és necessari comptar amb tandes d'aigua calenta i freda per al bany. Igualment, es pot introduir el seient del pulque (tlaxixtli), que serà untat als banyistes una vegada que entrin en la cambra de bany.

## Per construir un temazcal
Actualment existeixen alguns temazcals que compten amb més de 1500 anys. Abans de ser construït un Temazcal ha de considerar-se la seva ubicació i tenir contemplats als padrins. Actualment moltes persones acostumen tenir-los, doncs són els qui s'encarreguessin de portar el copal per beneir el lloc i les persones que dansen durant la cerimònia per purificar-ho.
Quan la construcció del temazcal s'acaba, es procedeix a batejar-ho amb pulque i una cerimònia d'inauguració de la mateixa forma en què se li posa un nom. En acabar la cerimònia es comparteix entre tots els integrants l'ofrena. Els ancestres indigenes agraeixen a Toci, la senyora dels temazcales, i es dona per acabada la cerimònia.
En general un Temazcal no sobrepassa un metre i mitjà d'alt i en mitjana dos metres de llarg. Poden ser quadrats o rodons. En aquest cas el Temazcal que estem considerant: “Refugi de la Tortuga Jaguar” en Teopazulco Acopilco, és tan ampli que poden cabre fins a seixanta persones assegudes aquí dins.
Els indigenes van construir el temazcal com la representació d'un ventre matern on es troba un nou ser que s'alimenta del melic, de la mare i aquí dins viu en aquest fosc centre. Aquí és on es van ficant les pedres incandescents volcàniques en petits grups començant per tretze pedres que formen la primera porta així es fan quatre sessions, quatre portes, quatre entrades fins a arribar a 52 pedres que representen al sol simbòlicament.
Aquests banys han estat usats per diverses cultures d'indígenes de Mesoamèrica i Amèrica del Nord amb propòsits medicinals de desintoxicació per sudoració i expectoració a força de vapors produïts per les infusions d'herbes.
Aquí dins els integrants es nodreixen de medicina que entra preparada amb herbes i fruites, així amb tota la calor que es provocarà el cos respondrà a aquest anomenat natural, s'obren els porus de la pell, desintoxica el cos, surten les toxines a través d'aquesta suor i penetra la medicina. Solament ha d'estar la que suporti el cos. Mentre suportes la calor pot ser que comenci un camí de translació cap al passat com recordar coses agradables que sàvies que seguien en la teva ment o premonició en cas del futur. Tot això puc servir per ajudar al fet que s'aclareixin moltes coses.
Un guardià de Temazcal, conegut com a tamazcaler, ha de tenir ben clar que és una responsabilitat i que han de cuidar a les persones dins.
A un temazcal és rebuda qualsevol persona sempre que respecti la cerimònia. El temazcal està fet en el sexe femení perquè aquí es feien les curacions de dones quan estaven embarassades. Si vènia mal el nen en el ventre matern aquí es feia arribar medicina especialment per a aquests casos i s'acomodava al bebè, moltes vegades arribaven a néixer aquí dins. Es poden fer temazcales especials segons sigui el cas, per això alguns es refereixen al temazcal com un miracle.

## Procediment
Quan es considera que el tlexictli ja està prou calent, es procedeix a cridar als banyistes. Hauran d'entrar nus d'un en un. Les peces de roba estan contraindicades, doncs es considera que retenen fred i humitat, que pot danyar al banyista amb malalties tipificades com a "dolor d'ossos", fins i tot pneumònia. Sol indicar-se que els banyistes entrin d'esquena, perquè no rebin el cop de l'aire calent directe al rostre i puguin sofrir vertigens o marejos que ocasionin desmais o vòmits. Una vegada que s'acomoden els banyistes ficant-se al llit de cap per amunt —no poden estar dempeus ni asseguts, doncs aquestes postures poden provocar marejos, desmais i vòmit— el temazcaler o vestit de bany els procura aigua calenta, que serà llançada a la paret del tlexictli des de dins de la cambra de bany. A aquest acte es diu tlazaz, i es fa en tandes de cinc tlazas, en mitjana. El nombre de tandes varia segons el gust dels banyistes. Abans de fer tlazaz, l'entrada es cobreix amb una acull, i el temazcal queda a les fosques.
Una vegada alliberat el vapor de la paret de pedres, el temazcalero usa les branques per "cridar al vapor" que jeu a dalt de la cambra de bany, cap als banyistes ficats al llit. Aquest acte, anomenat tlachihuiz, consisteix a agitar les branques a l'aire i amb elles copejar després, suaument, el cos dels banyistes que, en aquest moment, ja suen.
Tot seguit, s'insta als banyistes a canviar de posició perquè tot el cos suï. El temazcaler pregunta si alguns dels banyistes té dolor. En cas afirmatiu, el temazcaler li dona tlachihuiz a la part afectada del banyista.
Quan els banyistes consentin, es procedeix a retirar l'acull de l'entrada, i així comença la segona fase del bany. S'introdueix aigua calenta —que pot ser o no una infusió d'herbes medicinals—, perquè el cos sigui esbandit excepte el cap. Llavors es donen unes pedres petites i llises de riu perquè els banyistes es tallin i retirin la pell morta. Això ha de fer-se amb cura; en cas contrari, es "passa de pedra", això vol dir que s'arriba a la dermis, la qual cosa ocasiona ferides superficials o irritació en la pell. Es realitza una vegada més l'esbandit amb aigua calenta, el banyista s'ensabona el cos amb herbes i es torna a tirar aigua calenta, i tot seguit s'utilitza aigua freda per rentar el cap amb sabó. Això es deu al fet que es considera que el cap sol escalfar-se més que la resta del cos, que tendeix a refredar-se, per la qual cosa és necessari equilibrar la temperatura amb l'aigua. Abans de retirar-se, els banyistes s'esbandeixen una vegada més amb aigua calenta tot el cos menys el cap, i es retiren del temazcal amb el cap per davant, agraint al temazcaler l'atenció brindada.
Finalment, els banyistes són coberts en sortir del temazcal i són portats a reposar en un llit. En cas d'existir una infusió d'herbes, se'ls serveix en una tassa per ser beguda.

## Prescripcions
- És preferible parlar poc, doncs es pot causar agitació.
- No és recomanable cantar mentre cau la calor.
- No s'ha d'estar assegut mentre duri el vapor.
- Si hi ha símptomes de mareig o vertígens i vòmit, el banyista ha de sortir immediatament.
- S'ha de guardar repòs mínim d'una mitja hora després del bany.
- No s'han de prendre begudes fredes fins a una hora després del repòs, doncs és factible sofrir dolors estomacals si no es fa així.

## Altres formes de bany anomenats "temazcal"
Arran de la popularització de diversos moviments culturals actuals, es van introduir en diversos països banys estilo lakota, que són anomenats "temazcal". En aquests banys es resa, es dansa, es fa meditació yogui, es toca el tambor tarahumara i es ofrendan a sants del catolicisme o a deïtats prehispánica. Aquests temazcales es construeixen amb branques i es cobreixen amb aculls i lones, i a l'interior s'introdueixen pedres en tandes, cridades "portes". Els banyistes són introduïts vestits o en vestit de bany mentre llancen aigua a les pedres calentes introduïdes a la cambra. En sortir, els banyistes solen ser esbandits amb aigua freda.

## Descripció
Les persones que es banyaran en el temazcal hauran d'entrar amb el vestuari corresponent. Una vegada que hagin entrat els participants, llavors el guia o sudador o temazcaler aboca aigua (aquesta acció es coneix amb el nom del tlazas) o bé una infusió de plantes medicinals sobre les pedres calentes, que causa un efecte terapèutic tant física com emocionalment en rememorar els teixits en l'estat embrionari —dins del ventre matern. El vapor és manejat i dirigit per un guia, home o dona, amb un ram frondós de plantes i/o branques tendres d'arbre, amb les quals venta amb moviments suaus però enèrgics.

## Història

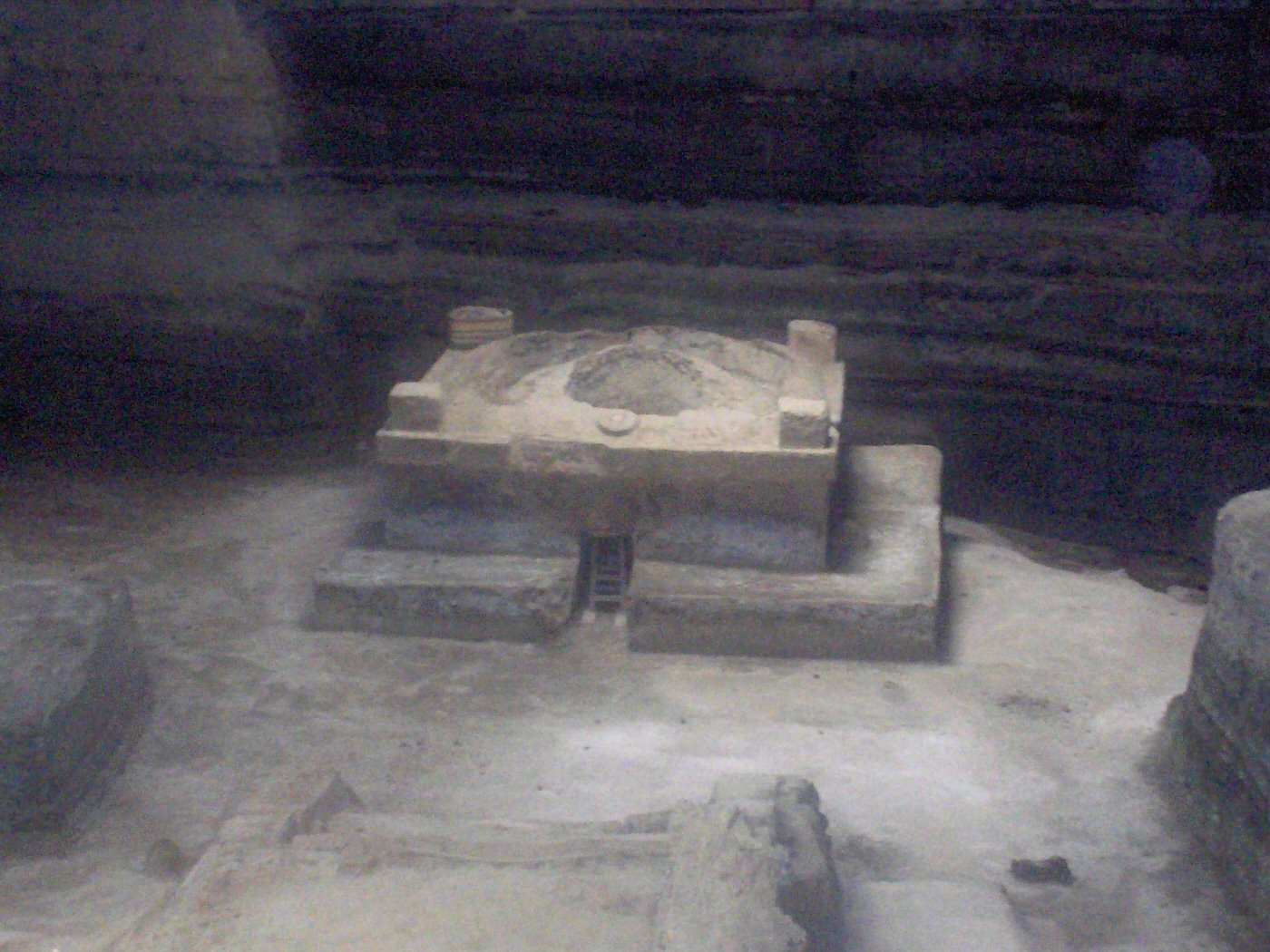
Temazcal

En estudiar l'origen del temazcalli, G. Moedano esmenta que en 1960 P. Kirchhoff i uns altres van estudiar el bany de vapor de diferents cultures i van constatar les semblances que hi ha en el seu significat cerimonial i terapèutic. Això els va portar a suposar l'existència d'un origen comú d'aquesta tradició al món, que havia d'explicar la presència ancestral de la "casa de bany", en poblacions tan allunyades unes de les altres, com les de Rússia, Dinamarca, Suècia, Canadà, Estats Units, Mèxic, Perú, Brasil, illa de Pasqua, Xina, Japó, Filipines i Madagascar, entre altres països.
És una pràctica mil·lenària utilitzada pels nostres avantpassats per mantenir sa i fort el cos, no obstant això va ser fins a 1985 en la segona fira nacional de la planta medicinal en Amatlán de Quetzalcóatl Morelos que es va sotmetre a consell davant els guardians de la tradició la pregunta; de sí aquest coneixement havia de ser ensenyat i compartit al públic en general, molts venerables ancians guardians de la tradició i guies van votar perquè no s'obrís el coneixement al públic en general per temor al fet que es distorsionés o se li perdés el respecte a tan important tradició (com ha passat en alguns pobles). No obstant això una gran majoria voto a favor i així va ser el ressorgiment del temazcal.
Cada vegada més persones s'interessen en el Temazcal pels seus amplis beneficis terapèutics, de la mateixa manera que institucions acadèmiques com la Universitat de Chapingo que ha incorporat al seu programa universitari de medicina tradicional i terapèutica naturista el curs de Temazcal per a professionals de la salut.
Encara que els banys de vapor han estat usats per moltes cultures en diverses parts del món, el temazcal ha tingut una importància especial en les cultures natives d'Amèrica, perquè forma part de la vida quotidiana.
Es poden trobar vestigis de temazcales en nombroses zones arqueològiques de Mesoamèrica i Amèrica Central. Alguns exemples són en Teotihuacan, Monte Albán, Tula, Paquimé, Tlatelolco, Comalcalco, Joya de Cerén, Xochicalco i Tenango del Valle. A la zona maia, s'han trobat a la zona arqueològica de Palenque, Chichén Itzá, Tikal, Tulum, Dzibilchaltun, Toniná, Piedras Negras i Iximche. S'estima que les edificacions ancestrals dels temazcaltin (plural de temazcal, en nàhuatl) de Tikal tenen al voltant de 1,200 anys.
En molts temazcales dels pobles nahuablantes, el temazcal estava dedicat per la deessa Toci ("Nostra àvia"), també cridada Teteo Innan ("la mare dels déus") i Temazcalteci ("àvia dels banys de vapor"), patrona dels metges, de les comares, de les yerberas, dels endevins i dels temazcalers.
A l'arribada dels espanyols, l'ús del temazcal era generalitzat com a bany quotidià i com un mitjà terapèutic. Durant l'època colonial, el seu ús va ser gradualment prohibit, ja que als espanyols els horroritzava el fet que diversos homes i dones compartissin la mateixa habitació estant gairebé nus.
Els purépechas cridaven al temazcal hurínguequa, amb aplicacions terapèutiques i rituals similars a altres cultures. La seva deessa era Pehuame, associada a la lluna i símbol de la Mare.
Prop del que avui és San Francisco, Califòrnia, a inicis del segle xix, el llavors cònsol d'Anglaterra a Mèxic va documentar un gravat sobre la pràctica del bany de vapor entre els indis originaris d'aquesta regió. Aquest bany es realitzava de manera col·lectiva i tenia un propòsit religiós.
El gener de 2020, durant excavacions per a la construcció d'un edifici d'habitatges al centre de la Ciutat de Mèxic, es van trobar vestigis d'un temazcal que apareix en el Mapa de Sigüenza, dibuixat al segle xvi, el qual descriu la ruta dels asteques des de la mítica Aztlán al que seria Tenochtitlán. La troballa va permetre situar un dels barris més antics de Tenochtitlan: Temazcaltitlan, que en náhuatl significa “on estan els temazcales”. Desafortunadament, les obres de construcció sepultaran la zona, per la qual cosa el INAH realitzarà només un registre gràfic i fotogràfic del predio, i recol·lectarà mostres.
El temazcalli representa el ventre d'una mare i, per punt, era vinculat amb la deessa Toci. Per a la tradició autòctona, el seu propòsit quotidià és el d'un bany, i per aquest motiu estigui vinculat a la idea de "purificació", això a causa que, si el cos està net, el pensament igual. L'interior del temazcal és fosc i pel mateix -com qualsevol estança sense llum tipus una cova- els pobles mesoamericans ho vinculaven amb el concepte Tezcatlipōca, relacionat amb el fum que surt de les brases amb les que s'escalfen les pedres del temazcal.
Han de prendre's altres precaucions, per exemple:
- Abans d'iniciar una sessió de bany de temazcal s'ha d'haver descansat entre 15 i 30 minuts. No és aconsellable entrar a la sauna després de realitzar esforços físics, com la pràctica d'algun esport, amb el qual es facilita la reacció del cos davant la calor.
- Hipertensió compensada mitjançant medicació: el refredament s'ha de realitzar sense dutxa i progressivament.
- No ha d'usar-se joieria de metall, que pot escalfar-se i cremar als participants.

Es recomana tenir cures especials (temps limitat i mai temperatures extremes) en el cas de persones que pateixen diabetis o hipertensió, i en nens i en els qui, per malaltia o edat avançada, tinguin poca vitalitat.

### Contraindicacions
Igual que la sauna, la calor produïda en el temazcal té incidència en el sistema circulatori, per la qual cosa les alteracions que es poguessin tenir en el mateix poden condicionar el seu ús. L'ambient fosc pot desencadenar episodis de desajustament mental en persones amb patiments mentals greus.
Està contraindicat si es presenta alguna d'aquestes malalties o alteracions:
- problemes de cor com a infart de miocardi, estats de descompensació cardiovascular i símptomes de estenosis;
- problemes venosos crònics, insuficiència venosa, síndrome post-trombòtic;
- varius en fase aguda;
- problemes de circulació cerebral, trombosi, i després d'haver sofert infarts cerebrals;
- pressió arterial baixa;
- hipertensió arterial d'origen renal superior a 200 mmHg;
- glaucoma;
- hipertiroïdisme;
- toxèmies gravídiques severes;
- malalties inflamatòries agudes internes, com a hepatitis i nefritis;
- epilèpsia;
- amb episodis de febre;
- els tres primers mesos d'embaràs;
- dones embarassades amb historials de parts prematurs;
- malalties mentals serioses, com a demència, psicosi, esquizofrènia, paranoia, etc.